# خورخي فيفاس
خورخي فيفاس (بالإسبانية: Jorge Vivas) (مواليد 22 يناير 1988) هو ملاكم كولومبي، مثّل بلاده في الألعاب الأولمبية الصيفية 2016.

## روابط خارجية
خورخي فيفاس على موقع أوليمبيديا (الإنجليزية)